# Johann Penz

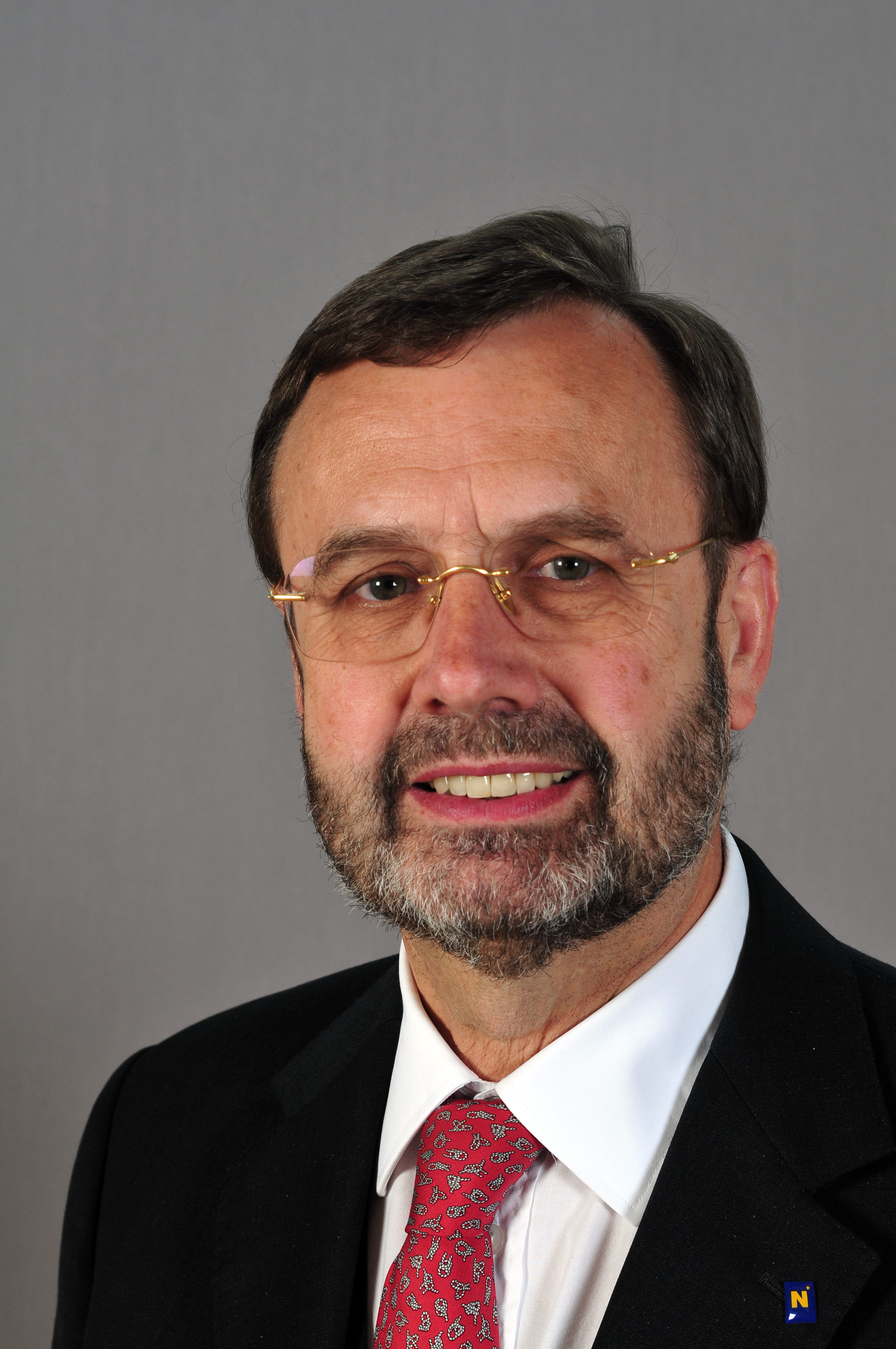
Johann Penz 2013

Johann Penz, auch Hans Penz, (* 17. August 1950 in Maierhöfen im Bezirk Melk) ist ein ehemaliger österreichischer Politiker (ÖVP). Von 2008 bis 2018 war er Präsident des Niederösterreichischen Landtages.

## Leben
Johann Penz besuchte nach der Volksschule in Gansbach und der Hauptschule in Prinzersdorf die Höhere landwirtschaftliche Bundeslehranstalt Francisco Josephinum in Wieselburg. Er trägt den Berufstitel Ingenieur. Nach seinem Präsenzdienst studierte er Volkswirtschaft an der Universität Wien. Von 1973 bis 1983 war er Sekretär des Niederösterreichischen Bauernbundes, 1983 wurde er zum Direktor des NÖ Bauernbundes gewählt. Dieses Mandat legte er im Jahr 2010 zurück. Seine Nachfolgerin wurde Klaudia Tanner.
Er ist verheiratet und Vater von drei Kindern. Er ist Mitglied mehrerer MKV-Verbindungen (u. a. K.ö.St.V. Frankonia Wien) und der katholischen Studentenverbindung K.Ö.H.V. Franco-Bavaria Wien im ÖCV (seit 1972).

## Partei
Penz ist Mitglied der Österreichischen Volkspartei (ÖVP). Seit 1984 ist er Mitglied der Landesparteileitung und des Landesparteivorstandes der ÖVP Niederösterreich sowie ÖVP Bezirksparteiobmann des Bezirkes Krems (ohne der Stadt Krems). Im März 2022 wurde Josef Edlinger zu seinem Nachfolger als Bezirksparteiobmann gewählt.

## Abgeordneter

### Niederösterreichischer Landtag
In den Niederösterreichischen Landtag zog Johann Penz 1998 ein, dritter Präsident des Landtages war er von 1998 bis 2008. Ab dem 10. April 2008 war er Präsident des Niederösterreichischen Landtages. Am 22. März 2018 wurde Karl Wilfing zu seinem Nachfolger gewählt.

### Bundesrat
Penz war von 1. Dezember 1987 bis 15. April 1998 Mitglied des Bundesrates. Von 1996 bis 1998 war er Vorsitzender des EU-Ausschusses des Bundesrates sowie Mitglied in zahlreichen weiteren Ausschüssen. Von 1996 bis 1998 war er zudem Mitglied der österreichischen Delegation zur Parlamentarischen Versammlung des Europarates.

## Mandate
Penz ist ehrenamtlicher Obmann der Akademikergruppe des Niederösterreichischen Bauernbundes, Obmann des Unterstützungsvereins für Studierende der Land- und Forstwirtschaft und Geschäftsführer der Leopold-Figl-Stiftung.

## Ehrungen und Auszeichnungen
- 1995: Großes Silbernes Ehrenzeichen für Verdienste um die Republik Österreich[3]
- 1999: Goldene Erinnerungsmedaille des Parlamentsklubs der Österreichischen Volkspartei
- 2002: Großes Ehrenzeichen für Verdienste um das Österreichische Schwarze Kreuz
- 2005: Silbernes Komturkreuz mit dem Stern des Ehrenzeichens für Verdienste um das Bundesland Niederösterreich
- 2005: Große Goldene Kammermedaille der Niederösterreichischen Landes-Landwirtschaftskammer
- 2007: Goldene Fördernadel des NÖ Blasmusikverbandes
- 2007: Große Ehrennadel in Gold mit Lorbeer für Verdienste um die Stadt Krems
- 2008: Goldenes Komturkreuz mit dem Stern des Ehrenzeichens für Verdienste um das Bundesland Niederösterreich
- 2014: Komtur mit Stern des Päpstlichen Ritterordens des heiligen Gregors des Großen
- 2018: Großes Silbernes Ehrenzeichen am Bande für Verdienste um die Republik Österreich[4]
- 2018: Sächsische Verfassungsmedaille